# NAP1L4
NAP1L4 (англ. Nucleosome assembly protein 1 like 4) – білок, який кодується однойменним геном, розташованим у людей на короткому плечі 11-ї хромосоми. Довжина поліпептидного ланцюга білка становить 375 амінокислот, а молекулярна маса — 42 823.
| 10         |  | 20         |  | 30         |  | 40         |  | 50         |
| ---------- |  | ---------- |  | ---------- |  | ---------- |  | ---------- |
| MADHSFSDGV |  | PSDSVEAAKN |  | ASNTEKLTDQ |  | VMQNPRVLAA |  | LQERLDNVPH |
| TPSSYIETLP |  | KAVKRRINAL |  | KQLQVRCAHI |  | EAKFYEEVHD |  | LERKYAALYQ |
| PLFDKRREFI |  | TGDVEPTDAE |  | SEWHSENEEE |  | EKLAGDMKSK |  | VVVTEKAAAT |
| AEEPDPKGIP |  | EFWFTIFRNV |  | DMLSELVQEY |  | DEPILKHLQD |  | IKVKFSDPGQ |
| PMSFVLEFHF |  | EPNDYFTNSV |  | LTKTYKMKSE |  | PDKADPFSFE |  | GPEIVDCDGC |
| TIDWKKGKNV |  | TVKTIKKKQK |  | HKGRGTVRTI |  | TKQVPNESFF |  | NFFNPLKASG |
| DGESLDEDSE |  | FTLASDFEIG |  | HFFRERIVPR |  | AVLYFTGEAI |  | EDDDNFEEGE |
| EGEEEELEGD |  | EEGEDEDDAE |  | INPKV      |  |            |  |            |

A: Аланін

C: Цистеїн

D: Аспарагінова кислота

E: Глутамінова кислота

F: Фенілаланін

G: Гліцин

H: Гістидин

I: Ізолейцин

K: Лізин

L: Лейцин

M: Метіонін

N: Аспарагін

P: Пролін

Q: Глутамін

R: Аргінін

S: Серин

T: Треонін

V: Валін

W: Триптофан

Кодований геном білок за функціями належить до шаперонів, фосфопротеїнів. 
Задіяний у таких біологічних процесах, як ацетилювання, альтернативний сплайсинг. 
Локалізований у цитоплазмі, ядрі.